# Wandzin (przystanek kolejowy)
Wandzin – kolejowy przystanek osobowy we wsi Wandzin, w powiecie lubartowskim, w województwie lubelskim, położony w km 88,516 na linii kolejowej nr 30.

## Historia
W ramach remontu linii w latach 2011–2013 przystanek został przesunięty o 600 metrów bliżej miejscowości. Od 2 kwietnia 2013 roku na przystanku zatrzymywały się pociągi PolRegio relacji Lubartów – Lublin, od 30 września 2013 roku Parczew Kolejowa – Lublin, a od 28 czerwca 2024 roku Łuków – Lublin.

## Ruch pasażerski
Dobowa wymiana pasażerska oraz miejsce w rankingu ogólnopolskim:
| Rok  | Ilość pasażerów | Miejsce w Polsce |
| ---- | --------------- | ---------------- |
| 2017 | 10-19           | 1952             |
| 2018 | 10-19           | 1943             |
| 2019 | 10-19           | 1983             |
| 2020 | 0-9             | 2154             |
| 2021 | 0-9             | 2285             |
| 2022 | 10-19           | 2304             |
| 2023 | 10-19           | 2343             |
| 2024 |                 |                  |